# Districte de Muecate
El districte de Muecate és un districte de Moçambic, situat a la província de Nampula. Té una superfície de 4.075 kilòmetres quadrats. En 2007 comptava amb una població de 93.906 habitants. Limita al nord amb el districte d'Eráti, al nord i nord-est amb el districte de Nacaroa, a l'oest amb el districte de Mecubúri, al sud amb els districtes de Nampula i Meconta i a l'est amb el districte de Monapo.

## Divisió administrativa
El districte està dividit en tres postos administrativos Imala, Mucoluone i Muecate), compostos per les següents localitats:
- Posto Administrativo d'Imala:
  - Imala
- Posto Administrativo de Mucoluone:
  - Mucoluone
- Posto Administrativo de Muecate:
  - Muecate
  - Napala